# Arik Air
Arik Air – nigeryjska linia lotnicza z siedzibą w Lagos. Obsługuje połączenia krajowe i międzynarodowe. Głównym węzłem jest port lotniczy Lagos.
Agencja ratingowa Skytrax przyznała linii trzy gwiazdki.